# Polytela
Polytela là một chi bướm đêm thuộc họ Noctuidae.

## Loài
- Polytela chrysospila Walker, 1865
- Polytela cliens (Felder & Rogenhofer, 1874)
- Polytela florigera Guenée, 1852
- Polytela gloriosae (Fabricius, 1775)